# 徳丹城
徳丹城（とくたんじょう/とくたんのき）は、現在の岩手県紫波郡矢巾町徳田にあった日本の古代城柵。1969年（昭和44年）8月5日に国の史跡に指定されている。

## 概要
「徳丹城」は、もともとあった志波城（盛岡市）を、水害を理由に弘仁2年（811年）、文室綿麻呂の建議により、翌弘仁3年（812年）の3月頃約10キロメートル南方に移転・造営したものである。
沖積平野の微高地（低台地）に立地し、約350メートル四方の規模である。材木列で周囲を囲み、70メートル - 80メートルの間隔で櫓を建てていた。内部には官衙建物群があり、志波城の政治機能を引き継いだものと考えられる。
しかし志波城と比べて城郭の規模は縮小されており、築地も北側にしかない。さらに弘仁6年（815年）には配置されていた鎮兵500人が廃止され、正規軍が配置されなくなる。しかし徳丹城自体は9世紀半ばまで使用されていた形跡があり、律令国家に協力的な俘囚の軍が配置されていたと考えられている。
志波城の移転・徳丹城の造営・徳丹城の廃止の一連の流れは、この時期の律令国家の強硬政策の転換として、熊谷公男や鈴木拓也らが取り上げている。
2006年（平成18年）7月31日に徳丹城跡内の発掘調査により、井戸跡で国内初となる木製の冑（兜）が発見された。古代の史料には木製冑の存在が記されており、その数も非常に多いと推定されていたものの、木材は腐食しやすく出土した例が無かった。この冑が出土した井戸は、9世紀（平安時代前半）に掘削・使用されたものだったが、冑そのものは、放射性炭素年代測定の結果、7世紀（古墳時代末〜飛鳥時代）に製作されたものと判明した。
また、1971年頃に徳田小学校旧校舎を取り壊した際、建築廃材（コンクリート片）がそのまま徳丹城跡に埋められ、史跡が385平方メートル（2007年7月26日現在判明分）に渡って損傷していたことも明らかになった。
敷地内に、矢巾町歴史民俗資料館、南部曲り家を併設し、史跡公園として現在整備が進められている。

## 名称
城名は、元来「トクタン」ではなく「トコタン」と呼ばれていたが、後に「徳丹」の漢字が当てられることによって「トクタン」として定着したと見られる。史跡の所在地である「徳田」も、この「徳丹」と同義であろう。
「トコタン」の語はアイヌ語に由来すると言う説があり、アイヌ語では「元の村」、「滅んだ村」の意味になるが、安易にアイヌ語に由来を求めて解釈することには賛否ある。